# Hermann Eggert

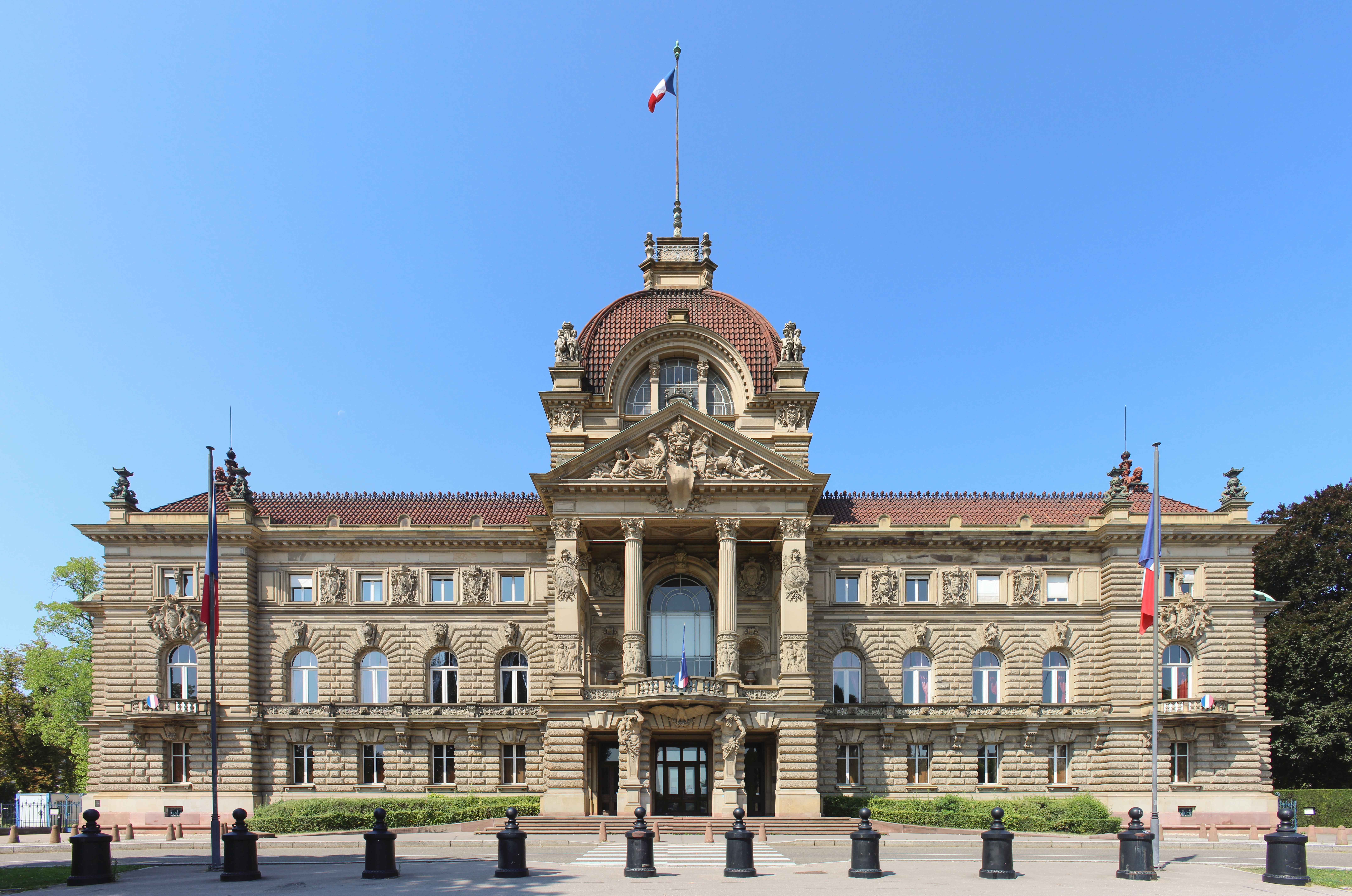
Rhenpalatset.

Georg Peter Hermann Eggert, född 3 januari 1844 i Burg bei Magdeburg, död 12 mars 1920 i Weimar, var en tysk arkitekt.
Eggert var länge verksam i Berlin, utförde universitetet och Kaiserpalats (Rhenpalatset) i Strassburg (det sistnämnda färdigt 1889), bangården i Frankfurt am Main (samma år), Veterinärhögskolan i Hannover (färdig 1898) och det nya rådhuset i samma stad.